# Álcool sinapílico
Álcool sinapílico é um composto orgânico derivado do ácido cinâmico. Este fitoquímica é um dos monolignóis. É biossintetizado via a rota bioquímica fenilpropanoide, seu precursor imediato sendo sinapaldeído. Álcool sinapílico é um precursor da lignina ou lignanos. É também um precursor biossintético para vários estilbenoides e cumarinas.
São estudados seus efeitos anti-inflamatórios e antinociceptivos, assim como de seu derivado glucosídeo. A supressão da dehidrogenase do álcool sinapílico é estudada para a produção mais eficiente de biocombustíveis.